# 夏邱镇
夏邱鎮，前名四十里堡、夏邱堡，是中华人民共和国山东省莱州市（烟台市代管）下辖的一个行政建制镇，位於莱州市市区以南18公里，自唐朝末年起有人聚居，1984年始置镇。夏邱鎮以唐朝末年遷至該地建村的兩姓命名，而其所产的红、白葡萄酒曾获中华人民共和国农牧渔业部优质产品奖。

## 簡介
唐朝末年，夏、邱兩姓迁来今夏邱鎮所在建村，因該處距離掖县县城有40华里，故得名「四十里堡」，清初改名為「夏邱堡」，1984年始設镇。夏邱鎮位於莱州市市区以南18公里，面积64平方公里，2016年末住有11537戶，共37592人，其中城鎮人口有18997人，而鄉村人口則有18595人。夏邱鎮的聚落沿公路呈条带状分布。夏邱鎮有木器、葡萄酒、耐火材料等工廠，而其所产的红、白葡萄酒曾获中华人民共和国农牧渔业部优质产品奖。當地有公路通烟滩公路。
2016年，夏邱鎮的公共财政预算收入共有9199萬元人民币，其中地方税收收入有6374萬元人民幣。2016年，夏邱鎮的外贸进出口额達4040萬美元，而其高新技术产业产值則達1.0538億元人民幣。2016年，夏邱鎮的农村居民人均可支配收入為20573元人民幣。

## 行政区划
夏邱镇下辖的行政村／村民委员会共有49個（列舉如下），而該49個行政村之下則共有51個自然村。
夏北村、夏东村、夏南村、小初家村、邢家庄村、郭家村、营里村、牟家村、后魏家村、中魏家村、燕窝蒋家村、前魏家村、沟刘家村、沙家村、路响村、东草村、西草村、驸马茔村、溪家村、干涝洼村、响湾头村、翟家庄村、姜家庄村、卸甲庵村、南段家村、北段家村、新温家村、白沙村、官家村、屯里村、埠口村、北魏家村、柳沟村、寇家村、温家村、草阁潘家村、平村、草阁傅家村、草阁徐家村、槐树村、王家村、李金村、樗林丁家村、樗林宋家村、刁哥村、盆王家村、李家庄子村、大初家村和留驾村。